# Sarry (Saône-et-Loire)
Sarry é uma comuna francesa na região administrativa de Borgonha-Franco-Condado, no departamento Saône-et-Loire. Estende-se por uma área de 9,43 km². Em 2010 a comuna tinha 98 habitantes (densidade: 10,4 hab./km²).